# Bowenia spectabilis
Bowenia spectabilis es una especie de planta de la familia Stangeriaceae. Es endémica de Australia. Su hábitat natural son los bosques húmedos de tierras bajas subtropical o tropical. No se encuentra amenazada.

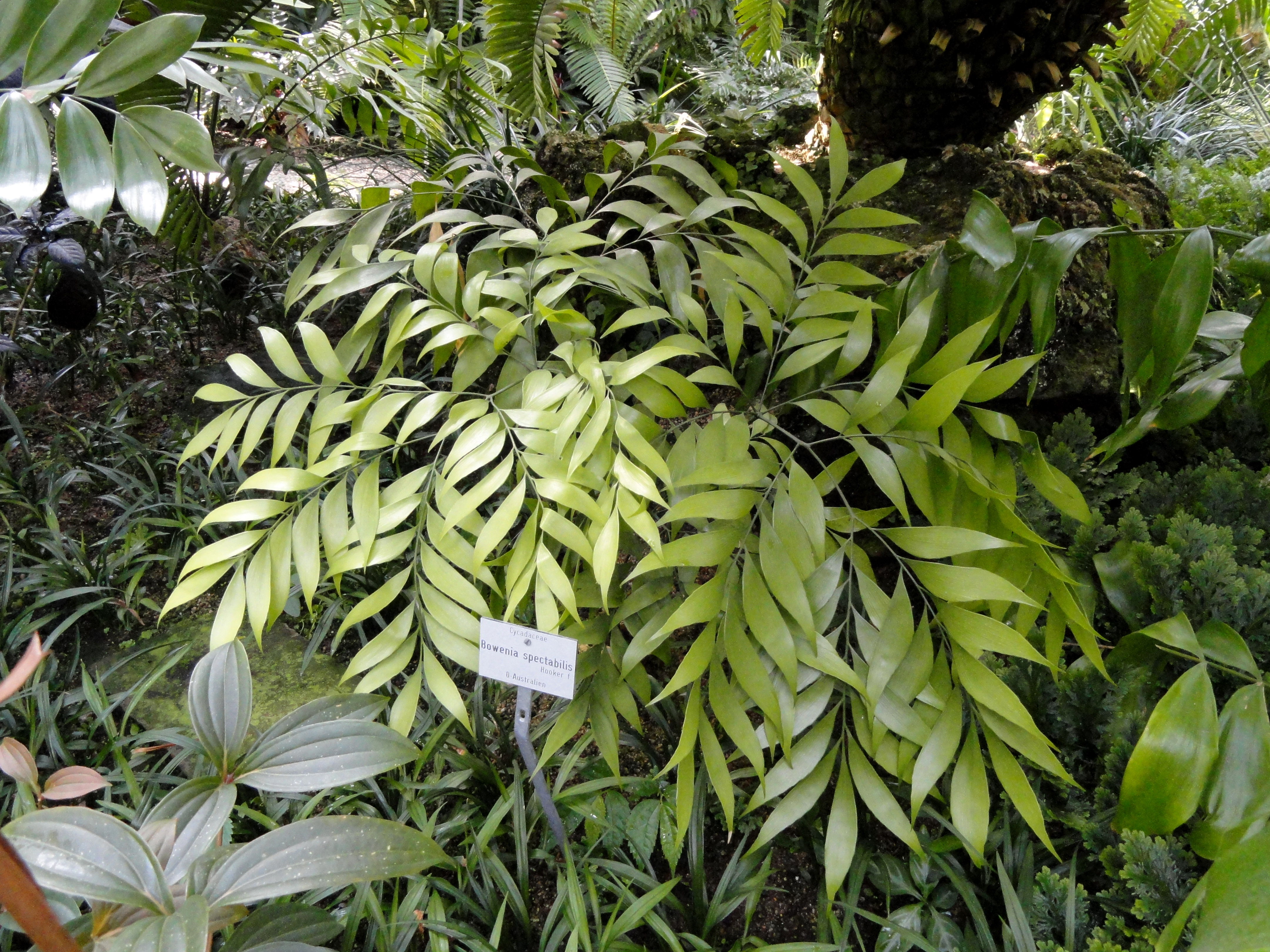
Vista de la planta

## Descripción
Es una planta de aspecto espeso, acaule, con tallo subterráneo desnudo. Las hojas son bipinnadas, brillante, de 100-200 cm de largo, con pecíolos delgados y libre de espinas; se componen de un número variable de 7 a 30 folíolos lanceolados, 7 -15 cm. Los conos masculinos son ovoides, de sólo 5 cm de largo, con un diámetro de 2,5 cm, y los femeninos son ovoides a globosos, de unos 10 cm de largo. 
Las semillas de unos 3 cm de largo están cubiertos por una cubierta de  color blanco que se convierte en morado al madurar.

### Rango
Bowenia spectabilis se encuentra en el noreste de Queensland de la gama McIlwraith en la Península del Cabo York hacia el sur hasta cerca de Tully. Se trata de una selva de especies, que crecen cerca de los arroyos y en las laderas protegidas en las tierras bajas húmedas esclerófilo bosques, sino también a una altitud de hasta 700 metros en la meseta Atherton.

## Taxonomía
Bowenia spectabilis fue descrita por Hook. ex Hook.f. y publicado en Botanical Magazine 89: t. 5398. 1863.